# 滇西海桐
滇西海桐（学名：Pittosporum johnstonianum）为海桐花科海桐花属下的一个种。

## 扩展阅读
- 維基物種上的相關：滇西海桐